# Wandzeitung

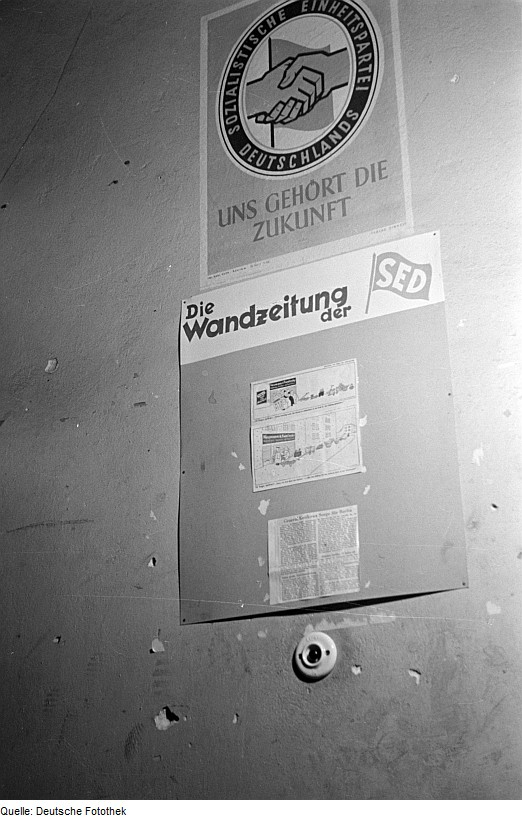
Wandzeitung der SED 1946/47

Eine Wandzeitung ist eine zu einem bestimmten Thema zusammengestellte Informationsquelle in Form von Zeitungsausschnitten und Artikeln, die an einer Wand angebracht werden. Erstellt wird eine Wandzeitung von einem Autor oder einem Autorenteam.
Wandzeitungen wurden zunächst in der noch jungen Sowjetunion genutzt und verbreiteten sich schnell auf alle sozialistischen Länder. Heute werden sie auch in der Bildung verwendet.

## Politische Wandzeitungen

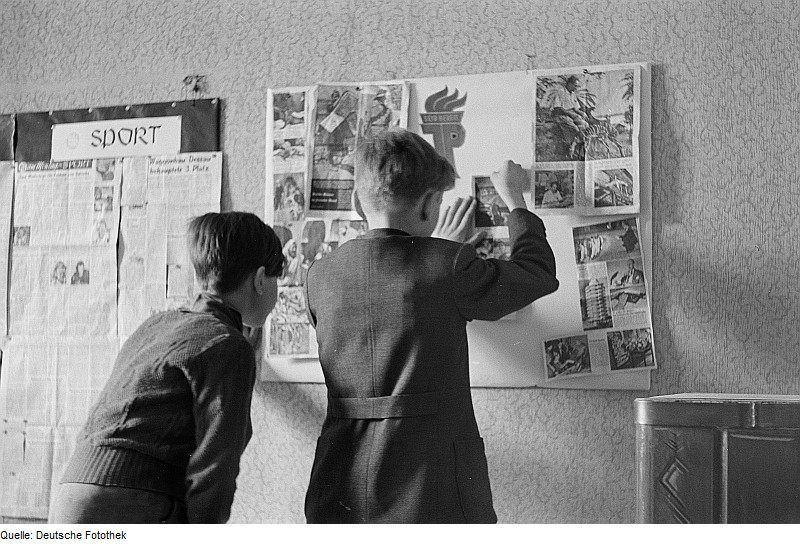
Zwei Jungen beim Erstellen einer Pionier-Wandzeitung, 1950

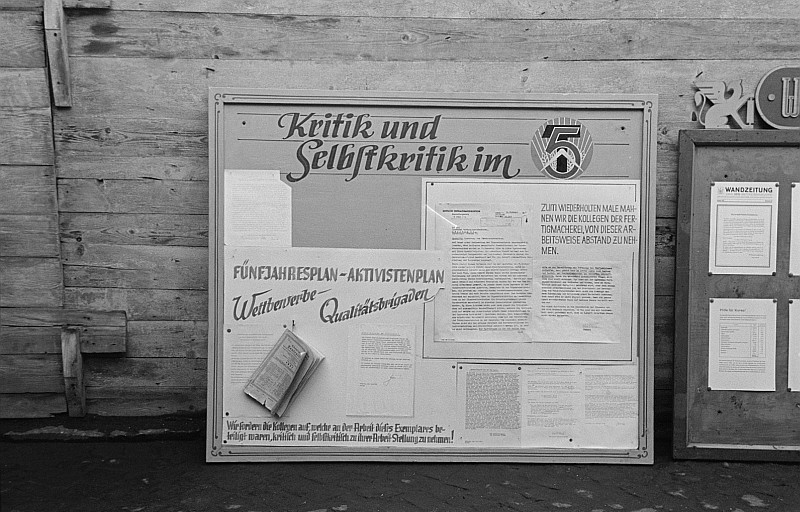
Wandzeitung der Wertpapierdruckerei Leipzig, 1951

In der Zeit des Nationalsozialismus wurde die „Parole der Woche“ veröffentlicht, eine Wandzeitung der Nationalsozialistischen Deutschen Arbeiterpartei (NSDAP). Auch Julius Streicher, Herausgeber des Kampfblattes Der Stürmer, ließ seine Zeitung in Ausstellungskästen („Stürmerkästen“) in nahezu jeder deutschen Gemeinde ausstellen.
Wandzeitungen mit starker Informationsbedeutung sind vornehmlich aus dem asiatischen Raum bekannt. Mit Meine Erste Wandzeitung leitete Mao Zedong 1966 die Chinesische Kulturrevolution ein. 1979 hängte der Dissident Wei Jingsheng an der Mauer der Demokratie in Peking seine legendären Wandzeitungen auf.
Auch in der DDR war es üblich, in Betrieben und Schulen Wandzeitungen zu politischen und sonstigen Themen führen zu lassen. Diese sollten vor allem Agitprop-Zwecken dienen. In der Praxis blieb es aber meist beim Anheften von Zeitungsausschnitten.

## Weitere Formen
Im Ausbildungswesen gehört die Wandzeitung zur Methodik. Auf ihr werden vorwiegend Ergebnisse von Gruppenarbeiten festgehalten und damit den an der Arbeit nicht Beteiligten zugänglich gemacht.
In der Freinet-Pädagogik wird die Wandzeitung als Gedächtnis der Klasse benutzt. Für den Klassenrat ist sie wichtiges Hilfsmittel zur Erstellung einer Tagesordnung. Meist hat sie drei Spalten: Ich kritisiere, Ich finde gut, Ich schlage vor. Bei Freinet selbst hatte die Wandzeitung vier Spalten: Wir kritisieren, Wir beglückwünschen, Wir wünschen, Wir haben verwirklicht.